# Megachile mlunguziensis
Megachile mlunguziensis är en biart som beskrevs av Schulten 1977. Megachile mlunguziensis ingår i släktet tapetserarbin, och familjen buksamlarbin. Inga underarter finns listade i Catalogue of Life.